# Constantino Ducas (usurpador)

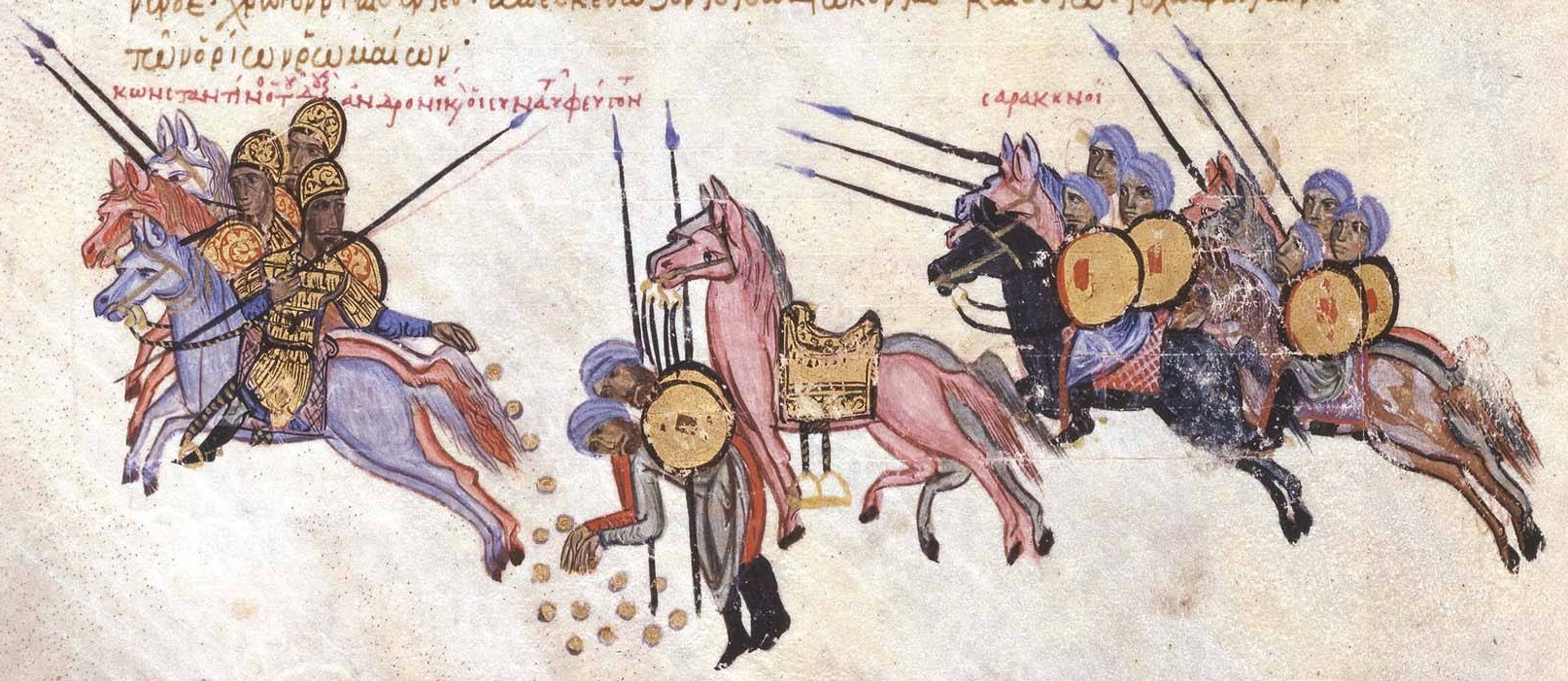
El general bizantino Constantino Ducas escapa del cautiverio árabe en torno al año 908, según el manuscrito Skylitzes Matritensis

Constantino Ducas (en griego: Κωνσταντίνος Δούκας: fallecido en 913) fue un prominente general bizantino y Doméstico de las escolas. Aparece en 904, cuando impidió que el eunuco Samonas desertase del Imperio bizantino al Califato abasí. A cambio, Samonas manipuló a su padre, Andrónico Ducas, a rebelarse y huir a la corte abasí en 906/7. Constantino siguió a su padre a Bagdad, pero pronto escapó y regresó a Bizancio, donde volvió a estar entre los favoritos de León VI que le confió altos cargos militares. A la muerte del emperador Alejandro, Constantino con el apoyo de varios aristócratas, intentó usurpar el trono del joven Constantino VII, pero murió en un enfrentamiento con los partidarios del emperador legítimo, mientras que sus seguidores fueron severamente castigados.